# Copenhagen Towers 2016
Questa voce raccoglie le informazioni riguardanti i Copenhagen Towers nelle competizioni ufficiali della stagione 2016.

## Nationalligaen 2016

### Stagione regolare
| Gentofte 17 aprile 2016, ore 14:00 2ª giornata | Copenhagen Towers | 56 – 0 (8-0 12-0 8-0 28-0) referto | Herlev Rebels | Gentofte Sportspark |

| Horsens 23 aprile 2016, ore 14:00 3ª giornata | Horsens Stallions | 0 – 46 (0-20 0-20 0-6 0-0) referto | Copenhagen Towers | Dagnæs Stadion |

| Herlev 16 maggio 2016, ore 14:00 6ª giornata | Herlev Rebels | 7 – 50 referto | Copenhagen Towers | Kildegårdsskolen |

| Nærum 28 maggio 2016, ore 14:00 8ª giornata | Søllerød Gold Diggers | 13 – 14 referto | Copenhagen Towers | Rundforbi Stadion |

| Vejle 4 giugno 2016, ore 18:00 9ª giornata | Triangle Razorbacks | 31 – 30 referto | Copenhagen Towers | Vejle Atletikstadion |

| Gentofte 12 giugno 2016, ore 14:00 10ª giornata | Copenhagen Towers | 50 – 12 referto | Amager Demons | Gentofte Sportspark |

| Gentofte 19 giugno 2016, ore 14:00 11ª giornata | Copenhagen Towers | 20 – 13 referto | Triangle Razorbacks | Gentofte Sportspark |

| Gentofte 20 agosto 2016, ore 14:00 14ª giornata | Copenhagen Towers | 42 – 14 referto | AaB 89ers | Gentofte Sportspark |

| Gentofte 26 agosto 2016, ore 19:00 14ª giornata | Copenhagen Towers | 11 – 6 referto | Søllerød Gold Diggers | Gentofte Sportspark |

| Viby J 10 settembre 2016, ore 14:00 17ª giornata | Aarhus Tigers | 23 – 44 referto | Copenhagen Towers | Bøgeskovgård Idrætsanlæg |

### Playoff
| 24 settembre 2016, ore 16:00 Semifinale | Copenhagen Towers | 49 – 14 | Amager Demons |  |

| Horsens 8 ottobre 2016, ore 16:00 Mermaid Bowl | Copenhagen Towers | 18 – 22 | Triangle Razorbacks | CASA Arena Horsens |

## Statistiche di squadra
| Competizione         | %Vittorie | In casa | In casa | In casa | In casa | In casa | In casa | In trasferta | In trasferta | In trasferta | In trasferta | In trasferta | In trasferta | Totale | Totale | Totale | Totale | Totale | Totale |
| Competizione         | %Vittorie | G       | V       | N       | P       | Pf      | Ps      | G            | V            | N            | P            | Pf           | Ps           | G      | V      | N      | P      | Pf     | Ps     |
| -------------------- | --------- | ------- | ------- | ------- | ------- | ------- | ------- | ------------ | ------------ | ------------ | ------------ | ------------ | ------------ | ------ | ------ | ------ | ------ | ------ | ------ |
| NL Stagione regolare | .900      | 5       | 5       | 0       | 0       | 179     | 45      | 5            | 4            | 0            | 1            | 184          | 74           | 10     | 9      | 0      | 1      | 363    | 119    |
| NL Playoff           | .500      | 2       | 1       | 0       | 1       | 67      | 36      | 0            | 0            | 0            | 0            | 0            | 0            | 2      | 1      | 0      | 1      | 67     | 36     |
| Totale               | .833      | 7       | 6       | 0       | 1       | 246     | 81      | 5            | 4            | 0            | 1            | 184          | 74           | 12     | 10     | 0      | 2      | 430    | 155    |